# Djanet
Djanet (în arabă جانت) este o comună din provincia Illizi, Algeria.
Populația comunei este de 14.655 de locuitori (2008).